# Gynandrocarpa solitaris
Gynandrocarpa solitaris är en sjöpungsart som beskrevs av C.S. Millar 1955. Gynandrocarpa solitaris ingår i släktet Gynandrocarpa och familjen Styelidae.
Artens utbredningsområde är Indiska oceanen. Inga underarter finns listade i Catalogue of Life.